# Саєнко Валерій Феодосійович
Саєнко Валерій Феодосійович (нар. 11 травня 1941, с. Терни Сумської області) — український науковець у галузі хірургії та трансплантології, член-кореспондент Національної академії наук України (1991) і Національної академії медичних наук України (1993).

## Біографія
Народився 11 травня 1941 р. у с. Терни Сумської області в родині лікарів. Продовжуючи сімейну традицію, вступив до Харківського медичного інституту, який закінчив з відзнакою у 1964 р. Працював лікарем-хірургом Богодухівської районної лікарні Харківської області. Потім — навчання в аспірантурі при Харківському НДІ загальної та невідкладної хірургії, захистив дисертацію на тему «Селективна ваготомія в хірургічному лікуванні виразкової хвороби шлунка й дванадцятипалої кишки», робота старшим науковим співробітником у Київському НДІ гематології і переливання крові.
З 1972 р., коли у Києві було засновано Інститут клінічної та експериментальної хірургії АМН, Валерій Феодосійович очолив там відділення хірургії шлунково-кишкового тракту. У 1980 р. захистив докторську дисертацію «Хірургічне лікування і профілактика демпінг-синдрому». У 1989 р. став директором Інституту клінічної та експериментальної хірургії АМН. Водночас очолює кафедру хірургії та трансплантології Національної медичної академії післядипломної освіти ім. П. Л. Шупика. Очолював Національний інститут хірургії та трансплантології імені О. О. Шалімова до 2015 року.

## Наукові досягнення
З ім'ям В. Ф. Саєнка пов'язано чимало видатних досягнень вітчизняної медицини у галузі хірургії травного каналу. Під його керівництвом вироблено нові підходи до діагностики гіперсекреторних станів оперованого шлунка, обґрунтовано методи хірургічних операцій при пептичній виразці різного генезу, хірургічної корекції демпінг-синдрому. Він та представники його школи зробили великий внесок у розробку методів оперування пілородуоденальної виразки, інтраопераційного контролю якості виконання селективної проксимальної ваготомії, в обґрунтування можливості збереження воротаря у хворих із замкненим стенозом дванадцяти палої кишки, у вдосконалення тактики лікування перфоративної виразки шлунка і дванадцятипалої кишки. Роботи з хірургічного лікування виразкової хвороби шлунка і дванадцятипалої кишки удостоєні Державної премії СРСР за 1987 рік.
Свідченням багатогранності наукових інтересів В. Ф. Саєнка є його досягнення у розробці принципів лікування зовнішнього свища травного каналу, пухлин підшлункової залози. На підставі результатів експериментальних досліджень запропоновано нові види оперативних втручань у випадках хронічної непрохідності; розроблено і патогенетично обґрунтовано методи лікування сепсису, впроваджено в хірургію методи антибактеріальної терапії, вироблено принципи реабілітації пацієнтів із захворюваннями травної системи.
Під його керівництвом інститут розвивав й удосконалював наукові пошуки в галузі хірургічного лікування хвороб шлунка, кишки, печінки, жовчних шляхів, підшлункової залози, портальної гіпертензії, а також у галузі хірургії судин і серця, трансплантології тощо. Широко представлені способи функціональної діагностики та рентгенохірургії, які відповідають світовим стандартам.
В. Ф. Саєнко — автор більш як 400 праць, серед яких 12 монографій і 58 винаходів. Чимало уваги приділяє він підготовці майбутньої зміни. Був науковим консультантом 11 докторських дисертацій та науковим керівником 20 кандидатських дисертацій.
Наукову, педагогічну і лікувальну роботу Валерій Феодосійович поєднує з активною громадською діяльністю. Він — голова Республіканської проблемної комісії з хірургії, голова Спеціалізованої ради із захисту докторських дисертацій, член Асоціації хірургів ім. М. І. Пирогова, почесний член Краківського товариства хірургів ім. Ридигера, головний редактор науково-практичного журналу «Клінічна хірургія», член-редколегії часопису «Шпитальна хірургія».

## Нагороди і почесні звання
Нагороджений орденами «За заслуги» ІІ та ІІІ ступенів, заслужений діяч науки і техніки України (1993), лауреат державних премій СРСР (1987) і України (2005) в галузі науки і техніки.